# 皮景和
皮景和（521年—575年），北齐琅琊郡下邳（今江苏省睢宁）人。
北魏淮南王開府中兵参軍事皮慶賓之子，皮慶賓正光年間赴怀朔镇，六镇之乱时，居於广宁郡石门（今山西省寿阳县）。皮景和善于骑射，为高欢亲信副都督。北齐建立，因功为通州刺史。武艺高超，长於政事。奉诏复审案狱，执法公正。官至领军将军，封开封郡公。高俨杀死和士开，帮助后主高纬安定局势。任尚书右仆射，领军大将军，封文城郡王。南陈军攻打淮南，他率军抵拒南陈大将吴明彻。他惧战，使寿阳陷落，全军而回。官至尚书令。驻守西兖州防御南陈。武平六年（575年），皮景和卒。

## 延伸阅读
[在维基数据编辑]
 《北齊書·卷41》，出自李百药《北齊書》
 《北史·卷053》，出自李延壽《北史》